# Lago Stausee Ferden
O Lago Stausee Ferden é um lago de barragem no Rio Lonza, em Lötschental, Suíça. Este lago está localizado no cantão de Valais na comunidade Ferden e tem uma superfície de 0,106 km².